# Різьблення по дереву

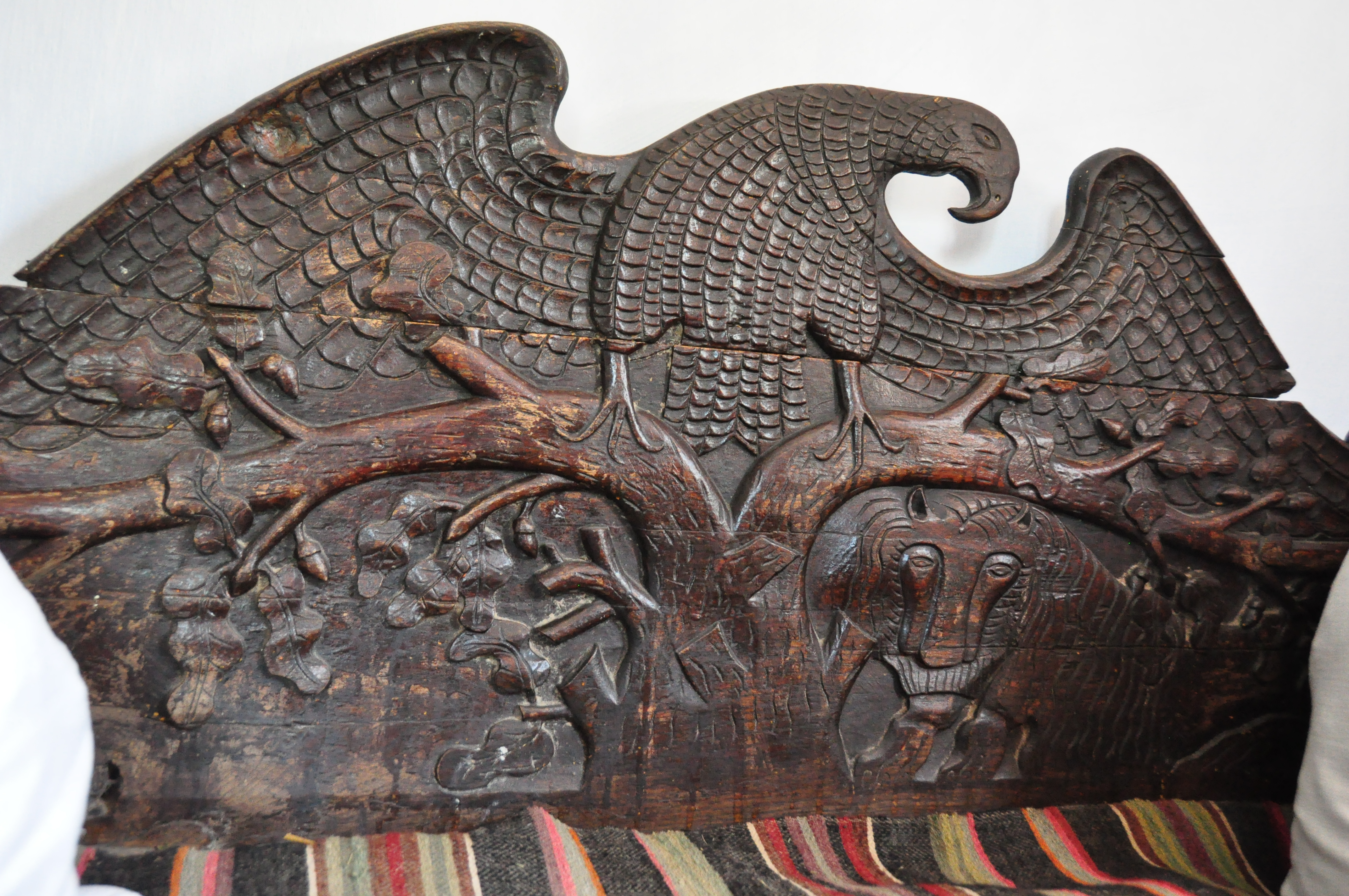
Різьблена спинка ліжка. Україна,
село Заздрість, Тернопільської обл.

Рі́зьблення по де́реву або сница́рство — вид декоративно-ужиткового мистецтва (також різьблення є одним з видів художньої обробки деревини поряд з випилюванням, токарною обробкою).

## Історія
Різьблення по дереву — це мистецтво, яким славилися стародавні слов'яни ще в XI ст.. Проте саме мистецтво виникло набагато раніше.
Існує думка, що різьба по дереву існувала на території Великої Британії приблизно 6000 років тому, ще до будівництва Стоунгенджа. Це підтверджує знахідка в графстві Беркшир, де в 2023 році знайшли стародавній шматок дуба з насічками. Відкриття свідчить про те, що різьблення по дереву існувало на території Великої Британії ще за 4500 років до римського завоювання.
Різьбленням прикрашали трони єгипетських фараонів, вікінги гойдали своїх дітей в різьблених колисках, у Франції різьблення по дереву стало невіддільною частиною бароко — стилю у європейському мистецтві (живописі, скульптурі, музиці, літературі та архітектурі ) початку XVI століття — кінця XVIII століття).
У ті далекі часи найчастіше для виробництва різьблених композицій використовували деревину горіха. Пізніше популярним стало червоне і чорне дерево. Незалежно від матеріалу, різьблення прикрашали позолотою, розписом, після чого покривали білим лаком.
Збереглися до наших часів нечисленні зразки об'ємної української народної скульптури XVIII—XIX століття. Головне зображення — розп'яття, фігури святих.
У Центральній та Східній Україні, де здавна було розвинуте різьбярство, зразків народної скульптури XVII—XIX століть збереглося дуже мало. Тут переважали вироби побутового призначення, окремі деталі яких можна віднести до народної скульптури — це закінчення ковшів, черпаків, ложок, стовпців воріт.

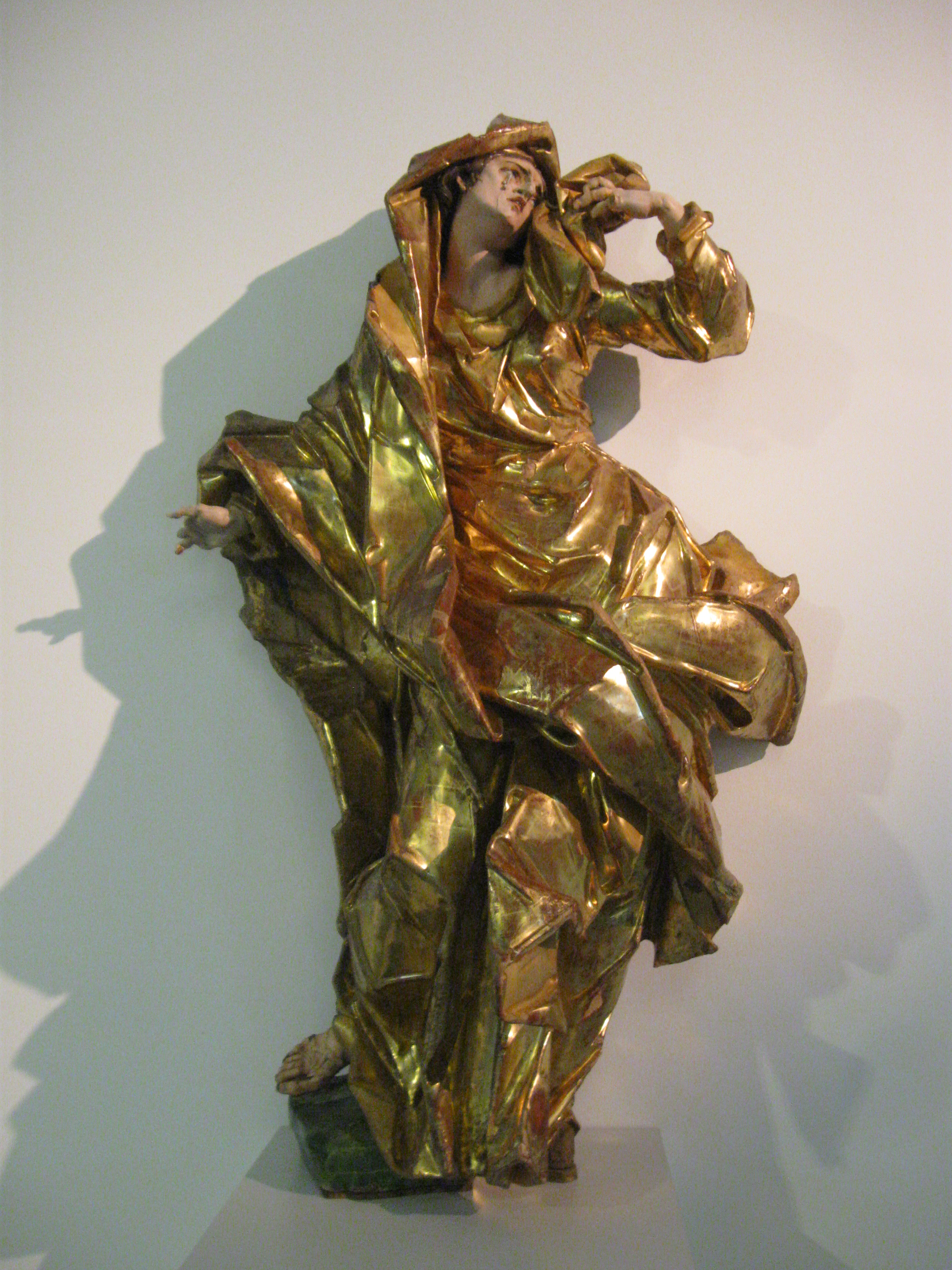
Іван Георгій Пінзель. «Богоматір». кін. 1750-х.
Львівська національна галерея мистецтв. Україна

Елементи цих виробів часто мали зооморфні або фітоморфні мотиви і відрізнялися дуже узагальненим, без зайвих деталей, характером.
На початку ХХ століття в Україні вирізьблювали фігурні та прикрашені барельєфами вулики.
Тематика зображень на них, мотиви декору були світськими і культовими. У південній та лісостеповій частині України зустрічалися вулики-довбанки у вигляді ведмедя, голови козака з оселедцем або цілої сидячої постаті.
У XVIII—XIX століттях різьблення в Україні досягло найвищого рівня. Різьбленням оздоблювали деталі будівель — одвірки, сволоки, балки, ли́штви, піддашні дошки, горішні вікна. В інтер'єрі житла різьбленням прикрашали віконниці, одвірки, полички, мисники. Особливу увагу різьбярі приділяли сволокові, який займав більше місця в інтер'єрі. Часто його оздоблювали плосковиїмчастим різьбленням з мотивами розеток, кіл, смужок, ламаних ліній, бокові частини іноді профілювали крученим орнаментом. Традиція оздоблення сволоків існує в народному будівництві досі.
Майстри щедро оздоблювали різьбленням предмети побутового і господарського призначення. Скрині, столи, ліжка, миски, тарілки прикрашались орнаментальним різьбленням.
Майстри-різьбярі оздоблювали різьбленням дерев'яні цвинтарні та придорожні хрести, що споруджувалися на роздоріжжях, перехрестях шляхів, коло церков і криниць.
До наших часів збереглися унікальні зразки різьблених виробів — чумацьких маж, саней, різного хатнього начиння, предметів домашнього
вжитку.
Важливою галуззю художньої деревообробки в українців було виготовлення музичних інструментів: ударних, духовних, струнних. Народні музичні інструменти є одним із відгалужень традиційної культури і за своїм походженням, розвитком, стилістичними засадами пов'язані з народною обрядовістю і побутом українців.
Окремі види народних музичних інструментів побутували на певній території України, наприклад, бандура — переважно в Центральних районах і на півдні України, на Гуцульщині особливо шанували трембіту і цимбали.

### Різьблення в Україні

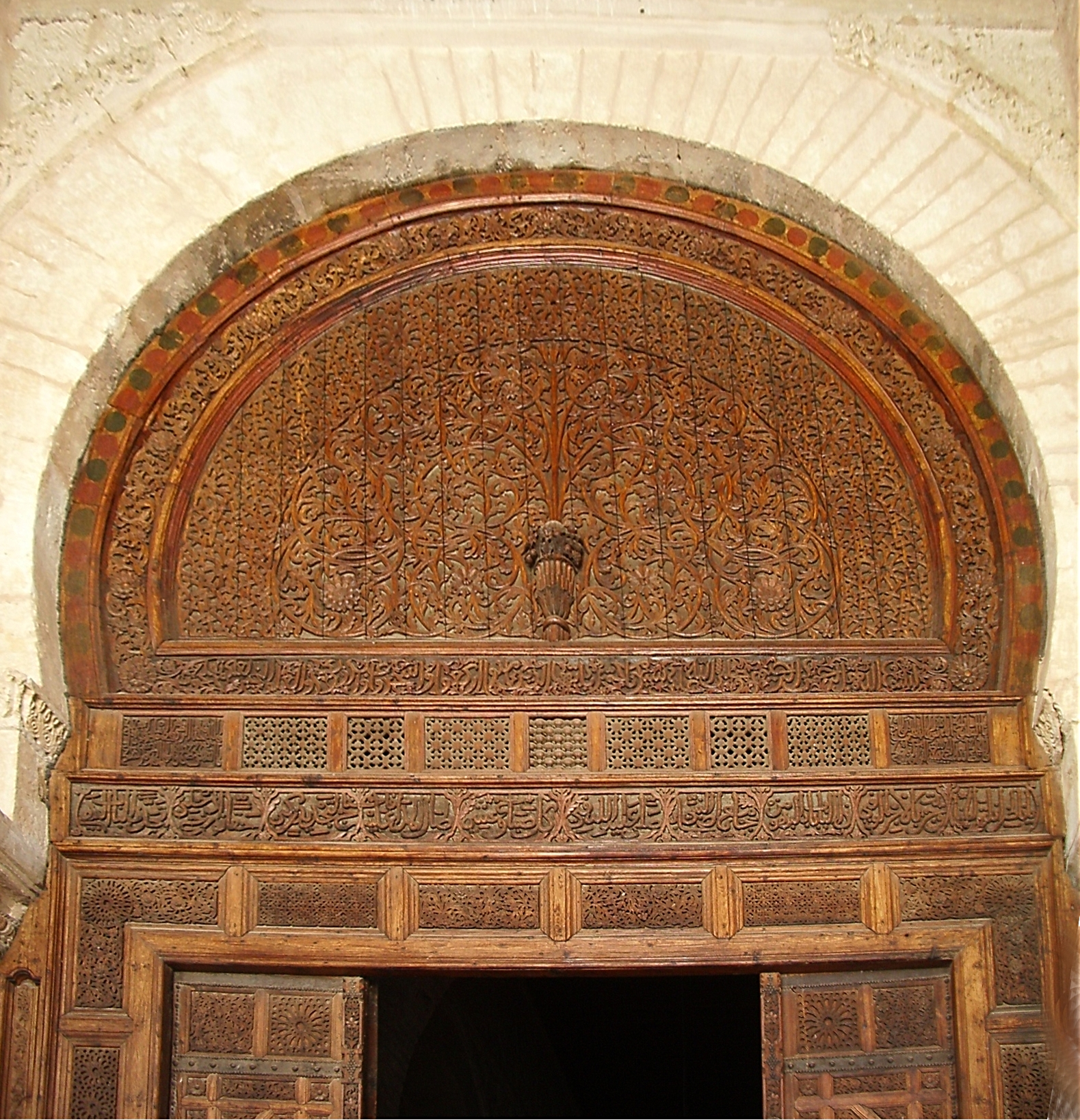
Дерев'яні двері мечеті Укба. Кайруан, Туніс

Найдавніші пам'ятки народного мистецтва на території сучасної України, що дійшли до нас, належать до епохи палеоліту (20 тис. років до н. е.). Це вироби з кістки, оздоблені різними геометричними мотивами. Їх знайшли археологи під час розкопок Мізинської стоянки на Чернігівщині. Предметів із дерева з тих далеких часів не збереглося. Пізніше почала розвиватися кераміка, ткацтво, художня обробка кістки, а потім і дерева.
Розкопки скіфських поховань дають уявлення про різноманітність видів і технік художньої обробки деревини, які були у скіфів. В давнину скіфи користувались дерев'яним посудом. Археологічні розкопки скіфських поховань свідчать, що скіфи спілкувалися з іншими народами, вміли обробляти дерево на високому художньому рівні. Вони оздоблювали дерев'яні похоронні ложа багатокольоровими породами дерева.
У ХІІ столітті до нашої ери сармати, які витіснили скіфів, широко використовували колір у оформленні дерев'яних виробів. Скіфо-сарматський період і вплив античної культури грецьких міст Північного Причорномор'я сформували принцип художнього створення виробів, орнаментики, прийомів виконання та технік декорування. Поєднання реалізму з творчою фантазією, з підвищеною декоративністю, створення неповторної образної системи стали основою для творчої праці багатьох поколінь майстрів і утверджувались народною творчістю тривалий час.
Слов'яни вийшли на історичну арену на початку 1 тисячоліття до н. е. Вони займали територію між Дністром і Віслою. В І — ІІ ст. н. е. на землях середнього Придністров'я, як свідчать археологічні знахідки, розвивається культура, за назвою місця знахідки, Зарубинецька.
У дохристиянський період відображались також уявлення стародавніх майстрів про магічні сили Землі та природи. Символічно зображувались Сонце, Земля, Кінь. Також був поширений геометричний орнамент із борозенок, ямок, штрихів. Уявлення про виникнення та побудову світу передавались у народній творчості у вигляді геометричних фігур-символів, зображень тварин і частин їхнього тіла — голови, ніг.
Літописець Нестор у Х столітті зазначає наявність розвиненої дерев'яної скульптури, за його свідченням Київський князь Володимир поставив у княжому дворі Перуна дерев'яного. Після прийняття християнства на Русі (989 р.) дерев'яних ідолів топили у річках. З часом розвивались токарні роботи, довбання, різьблення. Це засвідчує знайдені залишки дерев'яних мисок із Райковецького городища на Житомирщині і в інших районах України.
Токарні вироби прикрашали художнім розписом, що засвідчують зображення на мисці ХІІ ст. із Києва. Майстри Русі працювали в різних стилях. У кожному регіоні художня обробка дерева мала стилістичні особливості. Вироби відрізнялися формами та прикрасами. На виробах майстри зображали фантастичних звірів, міфічних птиць.
Татаро-монгольська навала затримала розвиток ремесел, знищила численні їх досягнення. Центри ремесел переміщуються з Києва, Чернігова та інших міст Галицько-Волинської землі. Ця земля менше потерпіла від монгольської навали. Під час князювання Данила Галицького художні ремесла, у тому числі й деревообробка, досягають значного розвитку. В середині ХІІІ ст. зароджуються міста Львів, Холм і Галич, будуються численні фортеці.
Для художньої обробки дерева у XIV — XVIII ст. характерні такі напрями: виготовлення побутових предметів, знарядь праці, засобів пересування в домашньому виробництві. Ремісничі цехи та мануфактури беруть участь у декоративному оформленні церков, предметів культу. Створюють набійні дошки для вибивання узорів на тканинах, пряникові дошки, меблі для різних верств населення.

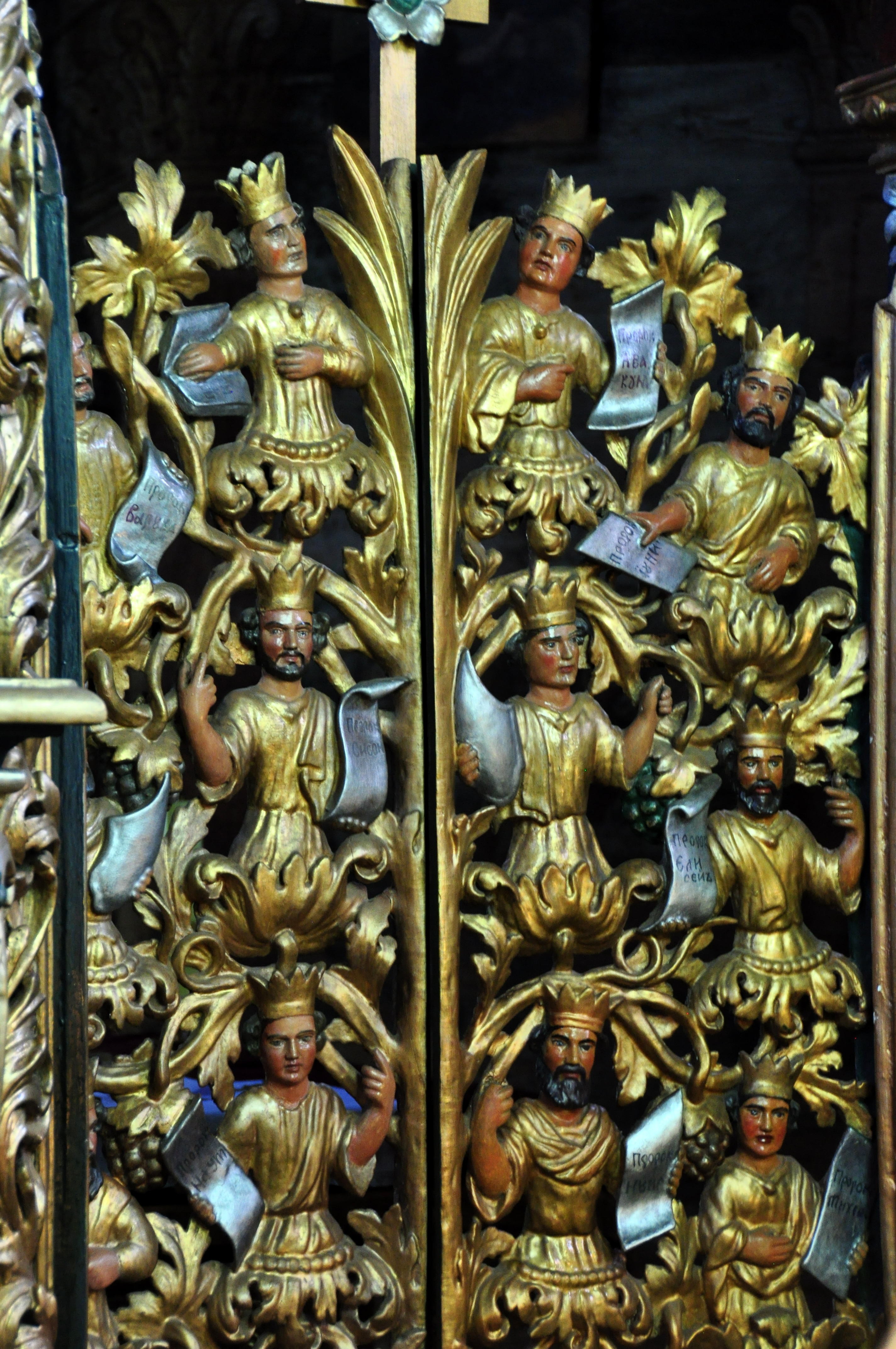
Царські врата. Церква Святої Трійці (Жовква). Поч. XVIII ст. Стобенський Ігнатій.

На першому етапі становлення українського мистецтва (XIV ст. — перша половина XVI ст.) з'являються специфічні ознаки художньої обробки дерева. Майстри споруджують палаци, церкви, прикрашаючи їх пишним різьбленням. В орнаментиці з'являються мотиви листків аканта, квіток, виноградних лоз і грон, серед них зображають щасливих янголят.
Меблі цієї доби відрізняються гармонійністю античних пропорцій, прикрашаються пишним різьбленням, інколи розписом, накладними точеними профілями. Використовують різні види дерева. Меблі складні за силуетом, масивні, щедро декоровані різьбленням або інкрустацією. Стіни оббивають тканинами, двері роблять із цінних порід дерева, стелі прикрашають золоченими орнаментами.
В середині XVIII ст. відповідно до стилю рококо меблі набувають легших форм. Основним елементом орнаменту є роскайль, інтер'єр полегшується, стає просторішим внаслідок оббивки стін шовком світлих тонів. Інколи стіни фарбували у світлі тони, прикрашали ліпним орнаментом.
У творчості народних майстрів-меблярів переважали прості форми. Такою була потреба соціального замовника-селянина, міщанина. Часто найкращі кріпосні майстри оформляли палаци і замки магнатів. Вони прикрашали будови тригранно-виїмчастим різьбленням, рельєфним різьбленням.
У XVIII — XIX ст. остаточно формуються центри народного мистецтва — народні художні промисли. Після 1861 року народні промисли одержують подекуди новий творчий розвиток. Їх центри: Полтавщина, Київщина, Гуцульщина, Поділля, Лемківщина, де формується своя стилістика оформлення, характер орнаменту, прийоми виконання.
В архітектурно-меблевому виробництві різьбленням прикрашають балки-сволоки, стовпці, столи, лави, скрині у Західних областях України, а також вибійчані дошки прикрашали рослинним орнаментом.
У 1878 р. відкрилося губернське ремісниче училище в Полтаві з токарно-столярним відділенням. Училище підготувало чимало різьбярів.
На Західних землях формується гуцульський стиль художньої обробки дерева. Своєрідність його у поєднанні плоского різьблення з тригранно-виїмчастим, з особливою манерою композиційної побудови орнаменту, форми виробів, прийомами виконання, інструментами. Тут дуже виявлені етнографічні особливості.
У 1890-х роках ученими дослідниками проводиться значна робота щодо вивчення народної творчості, відродження забутих або занедбаних ремесел. У губерніях створюються відділи мистецтва і промислові кооперації, в яких об'єднуються сільські і міські майстри, організовуються виставки, що сприяють підняттю престижу народної творчості.

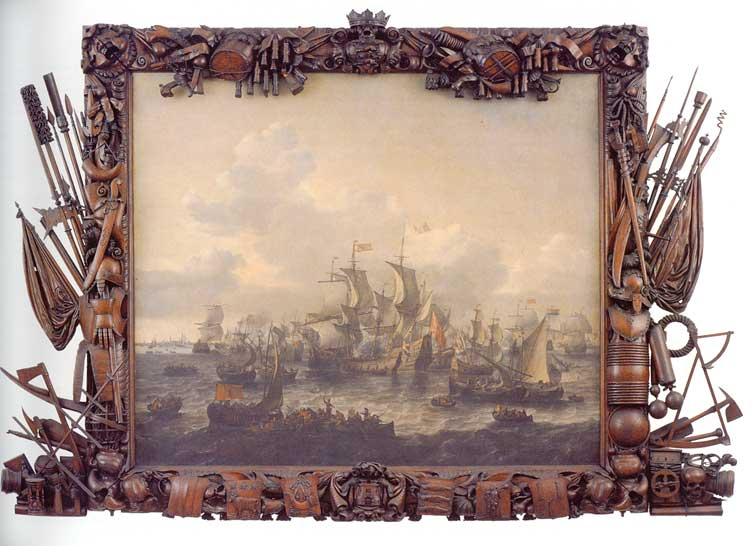
Різьблена рама

На початку 1920-х років створюється художньо-промислові школи в Києві, Харкові, Полтаві, Переяславі. З другої половини 1920-х років на виставках разом з досвідченими майстрами активну участь бере молодь.
В 1930—1940 роках змінюються естетика, зміст і призначення виробів художніх промислів. Вони зазнають сильної ідеологізації, натиску влади. У виробах основна увага приділяється декору державно-політичного змісту, який витісняє традиційну естетику і практичність. Задані «зверху» тематика і стилістика, по суті, відривали промисли від народних традицій. Ця тенденція зберігалася в «народному» мистецтві довгі роки.
У 1934 році організована Українська художньо-промислова спілка, яка очолює артілі — кооперативні об'єднання художнього виробництва. У Дніпропетровську відкривається школа декоративного розпису. Активно й швидко розвивається народне мистецтво України в передвоєнний час.
В післявоєнний період відроджується художня обробка дерева, особливо в західних областях України. Відновлюється робота в артілі «Гуцульщина» в Косові, ім. Л.Українки у Львові, у Чернівецькій області, відкриваються училища декоративно-ужиткового мистецтва. В 1946 р. у Львові відкривається перший в Україні інститут декоративного і прикладного мистецтва (нині Львівська академія мистецтв). Наприкінці 50-х років художні артілі переорганізовуються у державні підприємства, які підпорядковуються Міністерству місцевої промисловості.
Народне мистецтво знаходить широке застосування в дизайнерських розробках у сфері побуту, праці, виробництва меблів, оформленні житла та виробничого середовища.

## Сучасна різьба
Різьблення по дереву й до наших днів залишається одним з національних видів прикладного мистецтва народів нашої країни.
Не всяка деревина гарна для різьблення. Найкраще підходить деревина липи, клена, вільхи, горіха, бука, груші, берези, дуба. Перевага віддається липі, її деревина піддається всім видам різьблення. Грузла, однорідна за структурою волокон, м'яка, вона однаково добре ріжеться уздовж і поперек волокон, піддається обробці практично будь-яким способом. Традиційно для росіян матеріалом для різьблення є й береза — з деревиною однорідного білого кольору, досить твердої й пружної. Для різьблення з великим малюнком гарна деревина дуба.

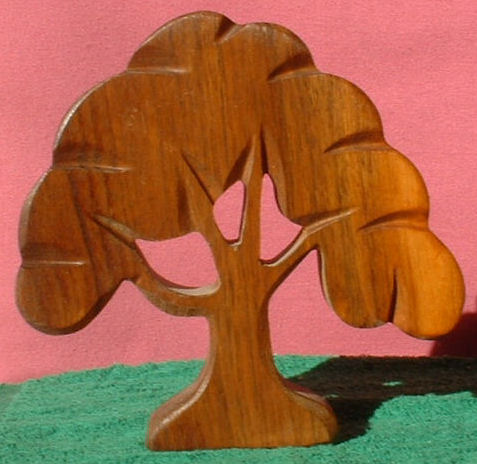
Горіхове дерево

Розрізняють такі основні види різьблення по дереву: плоска, ажурна, рельєфна й скульптурна.
Чіткої класифікації немає, оскільки в одному і тому ж виробі можуть поєднуватися різні види різьблення.
Умовно можна виділити три основні типи:
1. Наскрізна (ажурна) різьба (сюди відноситься пропилювання і прорізна різьба).
2. Глуха різьба (всі підвиди рельєфної і плоскої різьби).
3. Скульптурна різьба.

Будинкова різьба (є окремим напрямком, оскільки може поєднувати в собі всі три перерахованих вище типу).
Умовна класифікація видів різьблення має такий вигляд:

### Наскрізна різьба
Наскрізна (ажурна) різьба — підрозділяється на власне наскрізну і накладну, має два підвиди: Прорізне різьблення (наскрізні ділянки прорізаються стамесками та різцями) і пропильне різьблення (фактично те ж саме, але такі ділянки випилюються пилкою або лобзиком).
Наскрізне різьблення характерне для лиштв, карнизів, балконних огороджень.

### Глуха різьба
При глухому різьбленні (англ. Chip carving) на поверхні виробу утворюються невеликі заглиблення, що становлять геометричний малюнок з різних трикутників, квадратів, багатогранників, ліній. Це так зване геометричне, або клинове різьблення, — малюнок його відрізняється різкими переходами від світла до тіні.

#### Плоске різьблення

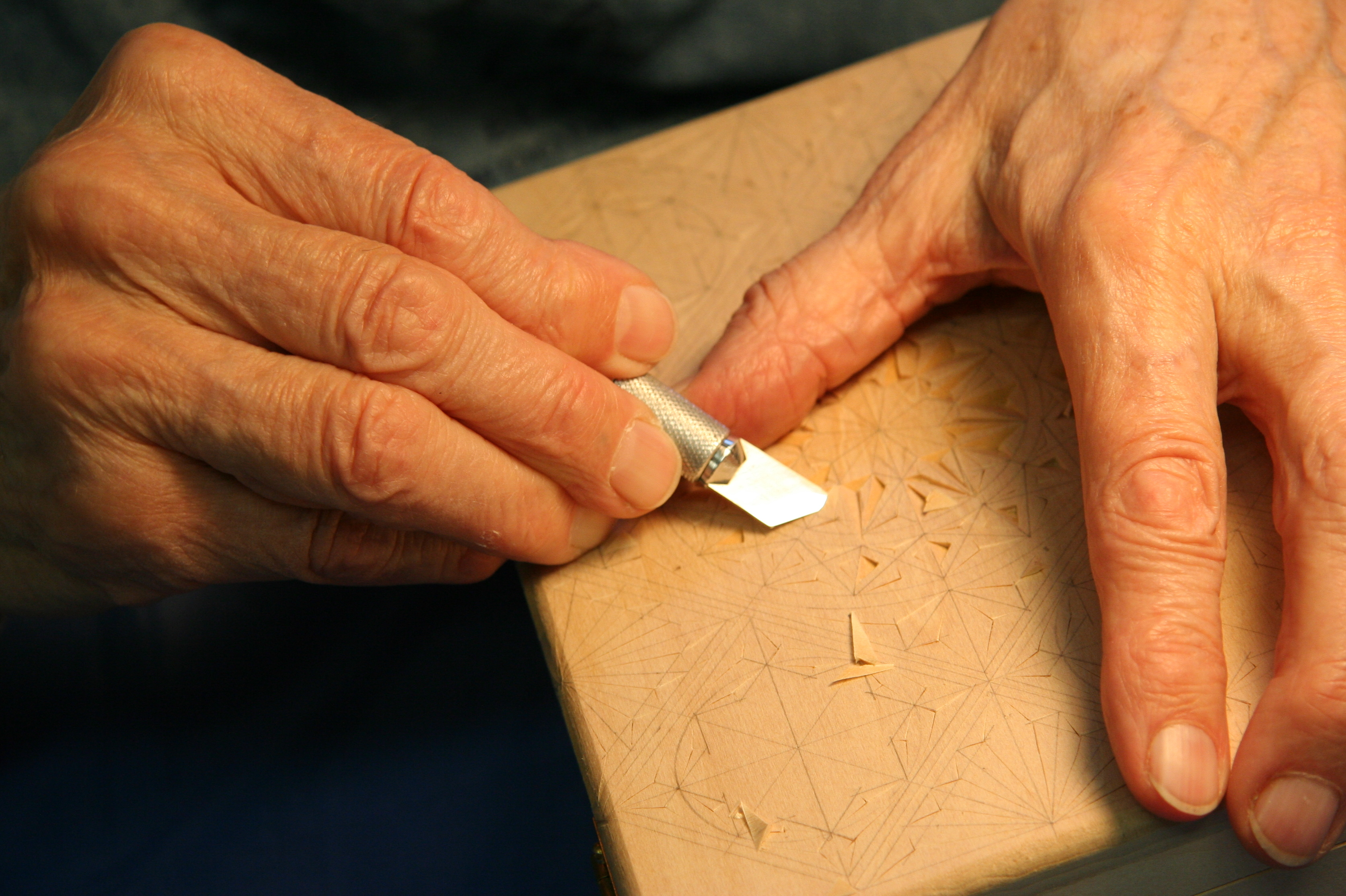
Плоске різьблення

Одним з найдавніших способів оздоблення дерев'яних виробів вважається плоске різьблення, що виконувалося найпростішими інструментами — сокирою чи ножем. На Гуцульщині його називають: «сухим» або «чистим». Елементами такого різьблення є прості геометричні фігури, утворені поєднанням горизонтальних, вертикальних та скісних (під кутом 45-60 градусів) ліній. У неглибокі лінії — заглиблення іноді втирають вугільний пил або сажу з лляною олією, що надає рисунку графічної виразності, чіткості, наближаючи його до гравюри. Такий прийом оздоблення можна побачити на старих гуцульських скринях та столах.
В основ його — давній вид «чистого» плоского різьблення, так зване «кільчасте письмо».
Неглибокі, тоненькі лінії, що утворюють діагональну або прямокутну дрібну, легеньку сітку на поверхні деревини, дають коли уявлення про такі найдавніші орнаментальні мотиви, як «січені зубці», «зубці з головами», «головкате», «огірочки», «бесаги», «кривулька», «медівники», «бані», «п'явки», «душ» та ін.
У деяких елементах («січені зубці», «огірочок» та ін.) основною рисунка є «кільчасте письмо», але в більшості орнаментів «кільчасте письмо» використовують як фон, на якому лінії сітки паралельні лініям малюнка. «Кільчасте письмо» органічно співіснує з основним рисунком і можна сказати, що воно створює орнаментальний мотив, підкреслює його особливості.
Особливо багате декоративне оформлення можна отримати від поєднання плоского різьблення з тригранно-виїмчастим. Геометричний орнамент тут складається з трикутників, ромбів, квадратів тощо. У деревині вибирають пірамідальні скибочки, і тому орнамент виходить заглибленим з похилими стіночками. У криволінійно окреслених елементах орнаменту деревину вибирають похило з двох боків так, щоб найбільше заглиблення було в центрі елемента, наприклад, у кожній пелюстці розетки, квітки, косиці тощо. Різноманітне поєднання простих елементів і водночас чітких геометричних, дає можливість створювати нові й нові варіанти композицій орнаменту.
На Гуцульщині здавна із різноманітних геометричних елементів створилися усталені орнаментальні мотиви. До найдавніших належать ті, що складаються з форм прямокутника, квадрата, трикутника, вони називаються: «журавлі», «зубчики», «моршінка», «кривулька», «зубчики», «завиваник», «ширинка», «копанці», «крижики», «глибока різьба», «сікачці», «очкате», «віконця». Основна частина цих орнаментальних мотивів має стрічкову композиційну дубову, їх вживання для оздоблення країв виробів, щоб підкреслити центр композиції.
До іншої групи можна віднести орнаментальні мотиви, що утворюються за допомогою півкола еліпса, а саме: «гадючки», «дужки», «копитця», «плайи», «жолобки», «парканець», «ряска-сльози». Окрему групу становлять мотиви, які мають у своїй основі коло, поєднане з квадратом або прямокутником, як -от: «соняшник», «сонечко», «віночки», «пацьорки», «калачики», «зорки», «кучері», «ружа», «грибки». Ці найскладніші мотиви вживають для створення центральної частини композиції.
Щоб виконувати складні орнаментальні композиції, спочатку потрібно засвоїти деякі прийоми геометричного різьблення. Тримаючи різак у правій руці, виконують вправу: ріжуть окремі лінії уздовж й упоперек шарів деревини. Дошку потрібно тримати перпендикулярно до напряму руху різака.
Вирізувати легше уздовж шарів деревини, важче — упоперек. Тут треба правильно тримати різак і водити ним у різних напрямках з неоднаковим нахилом.
Під час роботи треба стежити за тим, щоб своєчасно змінювати напрям руху різака, згідно з вирішуваним рисунком незалежно від напряму шарів деревини.

### Скульптурна різьба

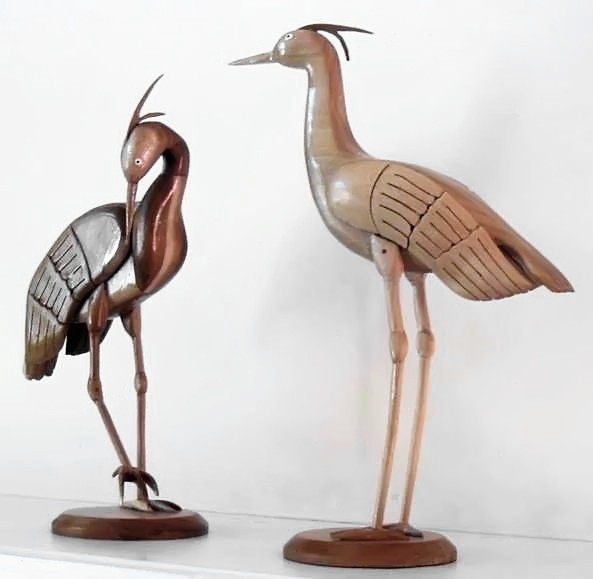
Різьблені дерев'яні журавлі

Відмінна особливість — наявність скульптури — зображення окремих фігур (або груп фігур) людей, тварин, птахів або інших об'єктів. Фактично, є найскладнішим видом різьблення, оскільки вимагає від різьбяра об'ємного бачення фігури, почуття перспективи, збереження пропорцій. Окремим підвидом її вважається «Богородська різьба».

### Різьблені меблі
Як і раніше, для різьблення використовують для своєї роботи одні і ті ж матеріали. Це масив горіха, вишні, ясена. Якщо необхідні твердіші породи, то підходять дуб, клен і бук.
Дуб дуже важкий в обробці, тому тонкі складні мережива з нього не роблять. Зате меблі і різьблення з такого дерева дуже довговічні. Вони можуть багато років знаходитися у ванній кімнаті, басейні, там де підвищена вологість.
Бук відрізняється сухою деревиною, яка може в процесі роботи сильно колотися і кришитися. Дрібне різьблення з буку зробити складно, тому його заздалегідь рясно змочують, а потім висушують. Різьблені меблі з цієї породи дерева необхідно обробити спеціальними захисними засобами проти вологи.
Клен буває світлих тонів. За якістю кленова деревина тверда і важка. Текстура клена трохи блищить, що прикрашає предмети інтер'єру зроблені з цього матеріалу. Клен, як і дуб, — ріжеться важко, але деревина клену схильна до хвороб. Тому клен не застосовується у виготовленні меблів.
Евкаліпт — екзотичне дерево, при цьому тверде і міцне. Але його головною перевагою є те, що евкаліпт містить в собі велику кількість ефірних олій, тому він невразливий для комах-шкідників. Так само ця порода дерева настільки товста, що дозволяє робити з неї крупні предмети інтер'єру. Кольори деревини евкаліпта різноманітні, тому різьблені меблі із деревини цієї породи дуже ціняться.
Палісандр — деревина незвичайного кольору. У стовбурі одного дерева може бути присутньою деревина червоного, коричневого і чорного кольорів. Не зважаючи на свою красу, палісандр не підходить для виробництва меблів через м'якість його деревини. Проте часто використовують деревину палісандра для різьблених вставок в меблеві гарнітури, шкатулки, скриньки тощо.

## Технологія різьблення
Для виконання гуцульського різьблення робоче місце — верстак або стіл, де зберігається інструмент, пристрої, добре освітлене природно або штучно. Для гуцульського різьблення та інкрустацій використовують переважно тверді породи дерев — груша, бук, клен. Виготовляють вироби столярним або токарним способом. Столярні вироби мають мідні з'єднання прямим відкритим шипом, на відкритий «ластівчин хвіст» і додаткові скріплення. Вироби вирівнюють, шліфують, інколи лакують, полірують, якщо різьблення будуть виконуватись після оформлення. Наносять орнамент за допомогою циркуля, кутника, малки, ярунка, рейсмуса. Більшість майстрів намагається робити закінчений ескіз малюнка на папері, а потім на виробі викреслюють його шилом, циркулем.
Елементи та мотиви орнаменту: В орнаментиці використовують стародавні солярні знаки «сонечко», «зірочки»; характерні для розпису писанок; мотиви природних рослинних форм: «дерева», «колоски» — мотиви неживих предметів. Залежно від характеру різьблення елементи та складні з них мотиви можна поділити на чотири групи, які виконуються:
- гравіруванням або контурним різьбленням: лінії, «сходинки», «кривульки», «січені зубці», «кільчасте письмо»;
- плоским тригранно-виїмчастим різьбленням і заглибленням, основними мотивами орнаменту, як «зірочка», «сливки», «кривульки»;
- нігтеподібним різьбленням: «жолобки», «копитця», «заячі вушка», «гадючки»;
- колом з'єднаним із квадратом або прямокутником і колом, складених з окремих елементів орнаменту: «ружа», «косиця», «кочело», «сонечко».

Для тієї, чи іншої форми прикрашення виробу потрібно підібрати відповідну їй групу мотивів. Для круглих форм основними мотивами композиції вибирають четверту групу. Для прямокутних і квадратних форм більше підходять мотиви орнаменту другої групи. Мотиви першої і третьої груп використовують як допоміжні у декоративних поверхнях.
Центральна частина композиції виконується крупнішими мотивами орнаменту. На плоских полях мотиви розміщують переважно симетрично, а круглих — ритмічно. Композиція — індивідуальна творчість, у якій кожний проявляє себе в своє розуміння завдань, фантазію і культуру.

## Інструменти та пристрої

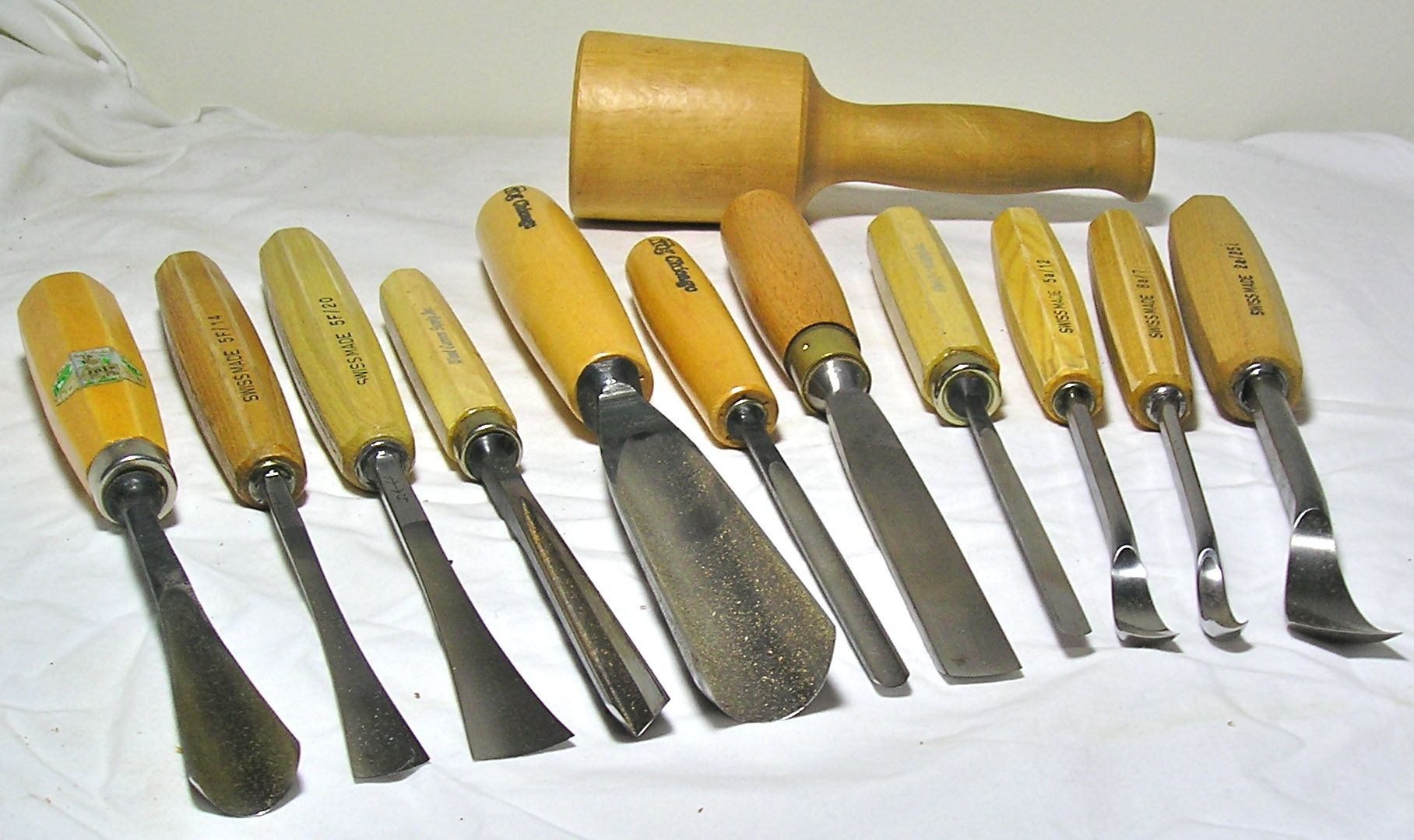
Набір ручного інструменту для різьблення: 3 стамески риб'ячі хвости, V-подібна стамеска, 4 прямі стамески, 3 стамески-ложки та різьбярський молоток-киянка

Для виконання гуцульського різьблення застосовують близько 50 видів стамесок різного призначення, з них 8-10 — найуживаніші. Кожен мотив різьби виконується спеціальним видом стамесок.
«Рівчак» — має рівну горизонтальну фаску завширшки 1, 3, 5, 8, 10, 25 мм. Використовують для вирізування квадратів, трикутників, прорізування неглибоких ліній.
«Листівник» — у розрізі фаски має заокруглений профіль завширшки від 3 до 25 мм, ним вирізують «колоски», «листочки», «косички».
«Скосок» — для тригранно-виїмчастого різьблення.
«Лопатка» — має скіс фаски від центра до боків, нею виконують мотиви «зубці», окремі елементи «сонечка».
«Футчик» — для виконання елементів і мотивів орнаменту першої групи.
«Підківкою» — вирізують напівкруглі жолобчастоподібні елементи орнаменту.
«Вибиросчик» — потрібний для підбирання та чищення.
«Очкарик» — витискує у різьбленні кружечки — «очка».
«Гребінчик» — має насічки, використовується для карбування фону.
«Цюкавка» — призначена для такої ж мети.
«Друлівник» — саморобний дриль.
«Паскарики» — пристрій для нанесення паралельних ліній, смужок певної ширини.
«Клюкарка» — для вирізування канавок, які потім інкрустують обробляючи прямокутну чи квадратну поверхню, загнуту частину в 3-5 зубчиків.
«Ямничок» — для витискування ритмічних поглиблень від коліщати з зубцями.
«Втискач» — для наколів і втискування елементів інкрустації.

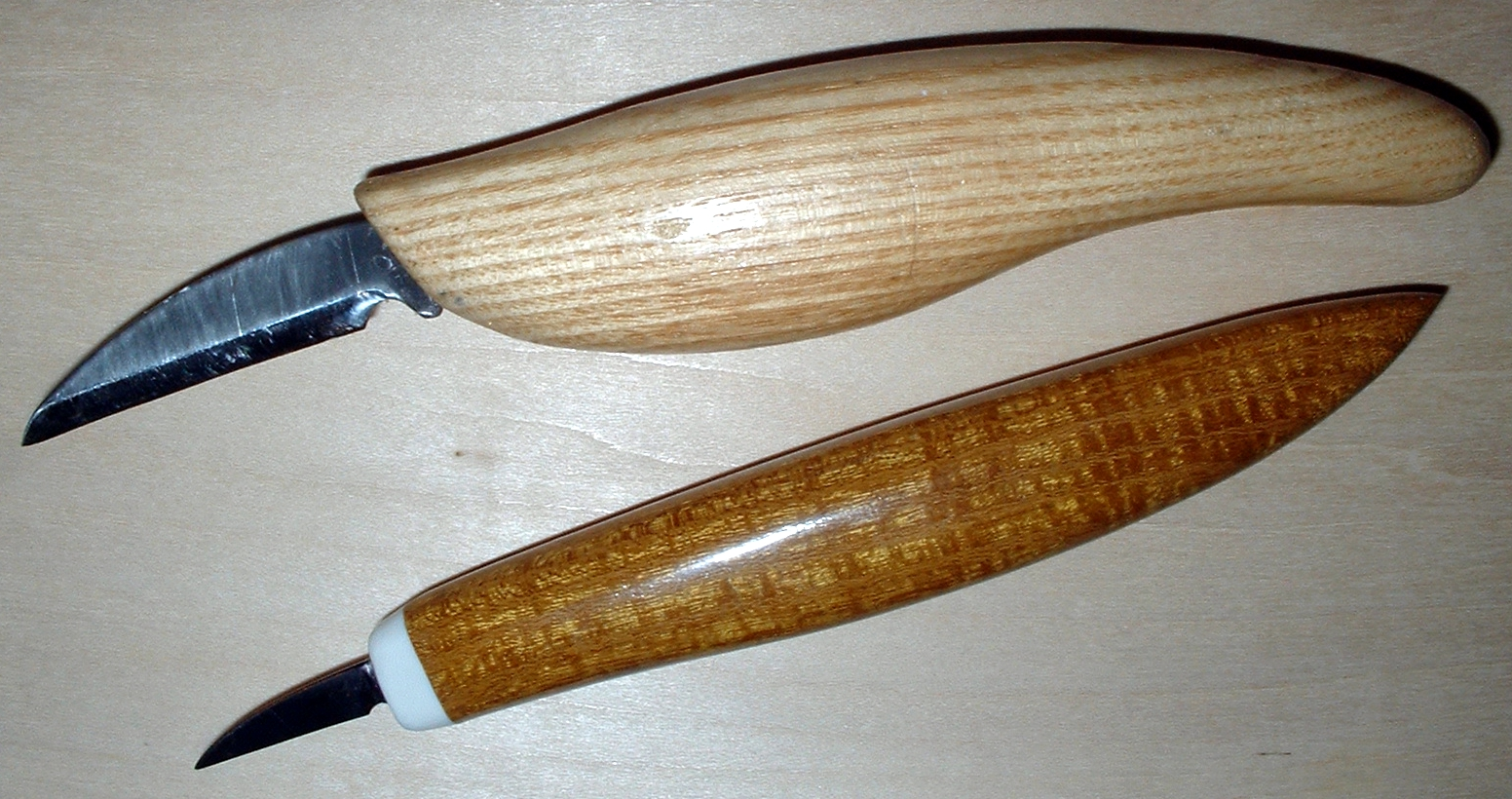
Різьбярські ножі
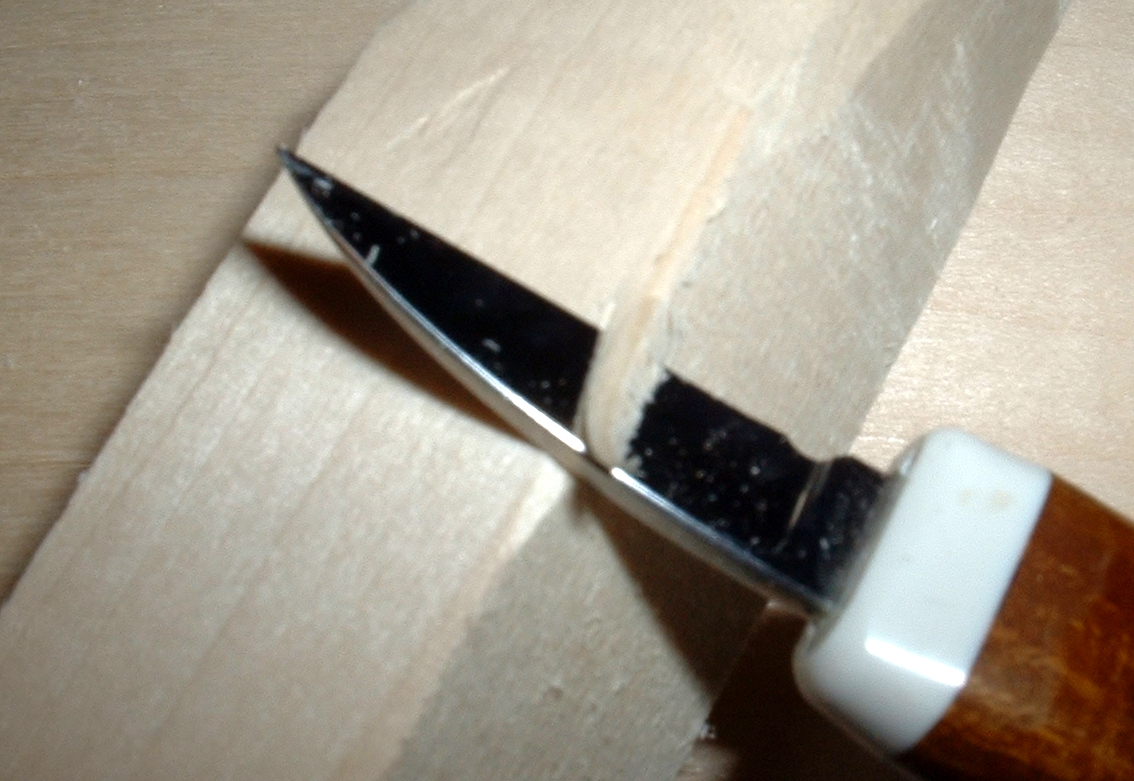
Різьбярський ніж використовують для заокруглення кутика дерев'яного бруска
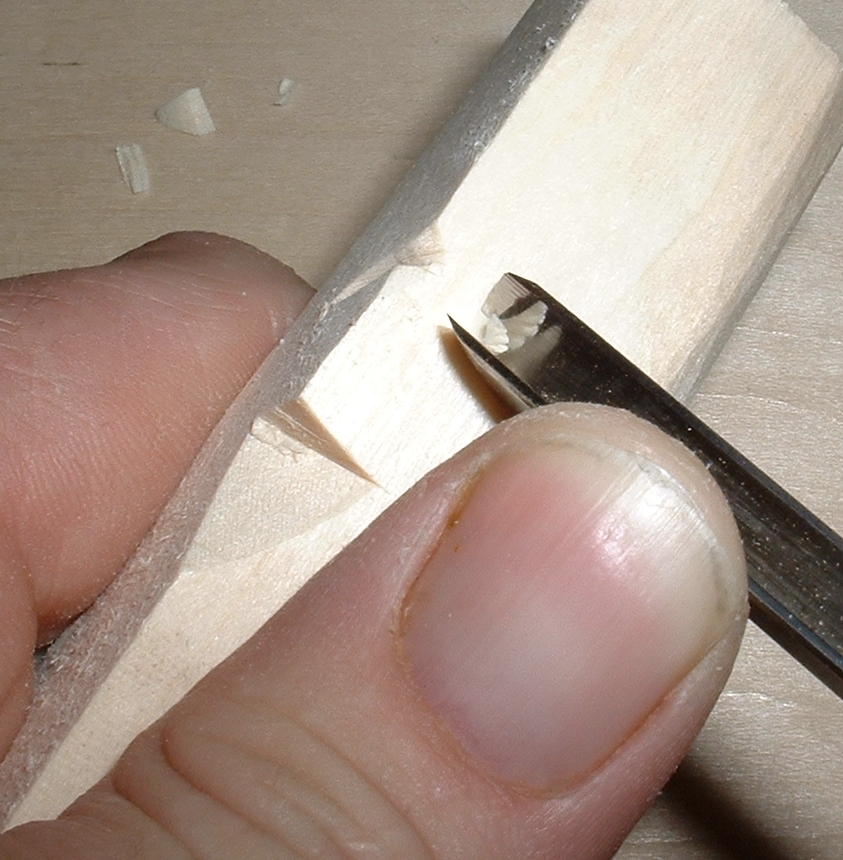
V-інструмент, який використовують для деяких ліній та вирізування V-подібної форми канавки

Інструменти майстри виготовляють самі. Із допоміжних інструментів потрібні різні напилки, свердла, плоскогубці, кусачки, молоточки.
Для виконання інкрустації користуються інструментами. Майстри зберігають інструменти в художньо-оздоблених підставках.

## Українські різьбярі
Гуцульські різьбярі виконують твори технікою рельєфного різьблення, портретні і сюжетні зображення на декоративних тарелях, обкладинках альбомів. Великим успіхом користуються сюжетно-тематичні твори: Федірка, Іващенка, Смолянця, І.Савченка.
Донецькі різьбярі: Конопля Віктор Пантелійович

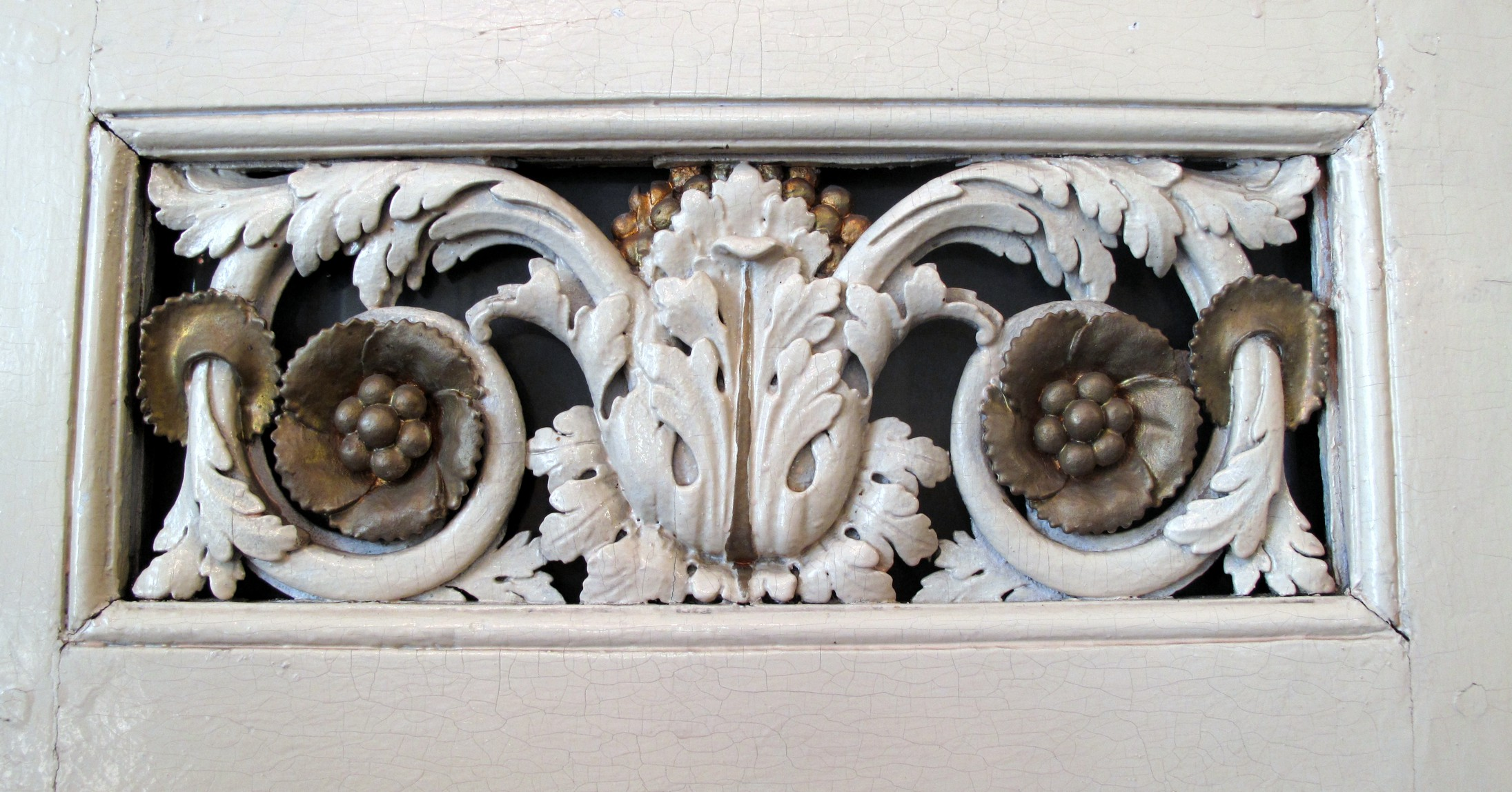
Фрагмент оформлення меблів бібліотеки Станіслава Понятовського